# Pàvel Kotsur
Pàvel Kotsur (nascut el 3 de gener de 1974), és un jugador d'escacs kazakh, que té el títol de Gran Mestre des de 1996, i el d'Àrbitre de la FIDE des de 2009.
A la llista d'Elo de la FIDE del març de 2016, hi tenia un Elo de 2552 punts, cosa que en feia el jugador número 4 (en actiu) del Kazakhstan. El seu màxim Elo va ser de 2607 punts, a la llista de juliol de 2004 (posició 109 al rànquing mundial).

## Resultats destacats en competició
El 1999, Kotsur va guanyar la 4a edició de la Copa de Rússia, a Nóvgorod. El 2002, empatà al primer lloc amb Peter Kostenko al Campionat del Kazakhstan.
El 2004, fou segon a Festival d'Abu Dhabi, empatat amb Pendyala Harikrishna i Mikhail Kobalia (el campió fou Dmitri Botxarov).
El 2006, fou segon al 4t Parsvnath International Open Chess Tournament (el campió fou Aleksei Fiódorov).

### Participació en Campionats del món
Va participar en el Campionat del món de la FIDE de 1999, on fou eliminat en primera ronda per Serguei Dolmàtov), al Campionat del món de la FIDE de 2002, on fou eliminat en primera ronda per Leinier Domínguez), i al Campionat del món de la FIDE de 2004, on fou eliminat en primera ronda per Darmén Sadvakàssov).
A finals d'any 2005, va participar en la Copa del món de 2005 a Khanti-Mansisk, un torneig classificatori per al cicle del Campionat del món de 2007, on tingué una mala actuació i fou eliminat en primera ronda per Arkadij Naiditsch.

### Participació en competicions per equips
Kotsur ha participat, representant el Kazakhstan, a les Olimpíades d'escacs de 1994, 1996, 1998, 2000, 2002 i 2008 i al Campionat del món per equips de 1997.